# Trader
Der Anglizismus Trader (deutsch „Händler“) steht in der Finanzwirtschaft für Personen oder Institutionen, die als Händler von Finanzinstrumenten oder Commodities fungieren. Ziel ist dabei häufig, kurzfristige Gewinne aus Kursbewegungen zu erzielen. Die entsprechende Handelsstrategie wird Trading genannt.

## Allgemeines
Ihre Tätigkeit ist das „Trading“, also der Handel mit Basiswerten. Häufig werden als Trader spekulativ ausgerichtete Marktteilnehmer verstanden, die Finanzrisiken eingehen, um die von ihnen erwartete Marktentwicklung gewinnbringend durch Gewinnmitnahme auszunutzen. Daneben gibt es – je nach Interessenlage – die Arbitrageure („Spreader“, von Spread) und Hedger (von Hedging).
Das Wort „Trader“ tauchte bereits im Jahre 1863 in einem Universallexikon als „Handelsmann“ auf. Trader sind für Finanzinstitutionen tätig als Devisen- oder Effektenhändler im Kassamarkt und im Futuresmarkt oder für eigene Rechnung als Eigenhändler. Zu ihnen gehören auch die Börsenhändler, nicht jedoch die Börsenmakler oder Skontroführer.

## Arten
Private Händler (englisch retail traders) handeln in der Regel als Privatpersonen für eigene Rechnung. Institutionelle Händler (auch „professionelle Händler“; englisch institutional traders) handeln häufig im Auftrag für Kreditinstitute, Investmentfonds oder Versicherer. Sie haben meist Zugriff auf mehr Märkte und Handelsstrategien als private Händler. Der Spekulant mit kurzem Planungshorizont heißt „short term trader“ oder Daytrader, Gegensatz ist der mit langem Planungshorizont arbeitende „position trader“, der über einen längeren Zeitraum Terminkontrakte hält. Ringhändler heißen in Großbritannien „independent trader“, in den USA „floor trader“. Im Gegensatz zu „information traders“, die ihre Kauf-, Halte- und Verkaufsentscheidungen von Fundamentaldaten abhängig machen, handeln „noise trader“ (siehe auch Noise) auf der Grundlage von nicht kursrelevanten Informationen wie etwa Gerüchten oder im Rahmen des Herdenverhaltens.

## Trader als Marktteilnehmer
Marktteilnehmer, die Arbitrage/Spekulation/Trading durchführen, werden mit dem Nomen Agentis Arbitrageur/Spekulant/Trader bezeichnet. Die verschiedenen Anlage- und Handelsstrategien können den Marktteilnehmern wie folgt zugeordnet werden:
| Marktteilnehmer                 | Strategie                                                           | Planungshorizont                        | Strategiemittel               |
| ------------------------------- | ------------------------------------------------------------------- | --------------------------------------- | ----------------------------- |
| Privatanleger                   | Anlagestrategie: Vermögenserhöhung, Altersvorsorge                  | kurzfristig / mittelfristig langfristig | buy and hold                  |
| institutioneller Anleger        | Anlagestrategie: Vermögenserhöhung Handelsstrategie: Gewinnmitnahme | mittelfristig / langfristig             | buy and hold Timing-Strategie |
| Arbitrageure/Spekulanten/Trader | Handelsstrategie: Gewinnmitnahme                                    | kurzfristig mittelfristig               | Timing-Strategie              |

Schwerpunkt bei Privatanlegern ist die mittel- und langfristige Kapitalanlage, Schwerpunkt bei Arbitrageuren/Spekulanten/Tradern ist die kurzfristige (Extremfall tägliche beim Daytrading) Gewinnmitnahme. Ausnahmsweise können Privatanleger auch kurzfristige Finanzprodukte wie Termingelder als Anlageobjekt wählen, Spekulanten auch mittelfristige wie bei der Spekulation auf dem Immobilienmarkt. Privatanleger sind an den Marktdaten der Anlageobjekte interessiert (insbesondere Anlageklasse, Börsenkurs, Emittent, Fälligkeit, Laufzeit oder Zinssatz), Arbitrageure/Spekulanten/Trader benutzen die Anlageobjekte lediglich als Vehikel für die Gewinnmitnahme und sind am Anlagerobjekt nicht interessiert.

## Wirtschaftliche Aspekte
Trader ist ein häufig negativ konnotierter Begriff, der oft mit dem Hochfrequenzhandel assoziiert wird. Wie die Vielzahl der Arten von Tradern zeigt, ist deren Handelsmotiv sehr unterschiedlich ausgeprägt. Sie alle verfolgen jedoch das Ziel, kurzfristige Gewinnchancen zu erkennen und zu nutzen, um Kursgewinne zu erzielen. Verluste gehören dabei zwangsläufig zum Alltag, auch wenn ein sogenannter Mistrade – ein Finanzkontrakt mit Verlust – möglichst vermieden werden soll. Vor Kauf- und Verkaufsentscheidungen analysieren Trader relevante Marktdaten, entwickeln eigene Einschätzungen und versuchen Trends und Marktentwicklungen frühzeitig zu antizipieren. Geht ein Trader von einem steigenden Marktpreis des Basiswerts aus (Hausse), eröffnet er über den Erwerb von Futures eine Long-Position, bei fallenden Kursen (Baisse) hingegen eine Short-Position.
Wenn von einer „Trader-Szene“ gesprochen wird, sind hauptsächlich besonders aktive private Händler gemeint, insbesondere Berufstrader, die versuchen, ihr Einkommen ausschließlich mit der Handelstätigkeit zu bestreiten  – was allerdings nur wenigen dauerhaft gelingt. Die Trader-Szene in Deutschland kann als eher klein eingestuft werden. Laut Untersuchungen des CFD-Verbands gibt es derzeit in Deutschland rund 140.000 Trading-Konten für Differenzkontrakte (CFD) und Devisen, wobei viele dieser Konten auch Zweit- oder Drittkonten sind. Demnach wird geschätzt, dass es etwa 50.000 bis 60.000 aktive Trader in Deutschland geben könnte.
Aktuelle Erhebungen zeigen, dass weltweit 19,4 Prozent der Online-Trader weiblich sind. Innerhalb Europas gibt es die meisten Trader in Großbritannien. Dort gibt es aktuell ungefähr 730.000 Trading-Konten.
Trader treffen sich meist auf den großen Branchen-Veranstaltungen wie der „World of Trading“ in Frankfurt oder der „Invest“ in Stuttgart. Des Weiteren gibt es eine Reihe von Trading-Foren und spezialisierten Trading-Webseiten. Auch Online-Seminare werden zunehmend angeboten.
Laut Handelsblatt ist in Deutschland die Tätigkeit des „Tradens“ unter gewöhnlichen Anlegern eher verpönt. Viele stellen sich Trader als einsame Zocker vor, die vor dem Computer intensiv Geschäfte tätigen. Viele sehen sich jedoch als „ernsthafte“ Trader, die nicht auf kurzfristige Gewinne, sondern auf die Möglichkeit eines langfristigen Vermögensaufbaus durch diszipliniertes Handeln setzen.
Längst nicht jedes Einzelgeschäft bringt Gewinn, auch bei Profis nicht. Verlustgeschäfte gehören zum Alltag eines Traders. Je nach Systematik sind 40–60 Prozent Gewinnrate üblich, wobei dies allein nichts über den absoluten Erfolg aussagt.
Der Buchautor Michael Voigt sagt hierzu: „Ein fachlich sauberer Mistrade – also ein Trade bei dem man einen Verlust macht – ist mir aber lieber als ein unsauberer Plustrade, denn dabei beruht der Erfolg allein auf Glück – und das lässt sich schwer reproduzieren.“ Er rät Tradern weiterhin: „Werfen Sie Ihr Regelwerk nicht gleich über den Haufen, nur weil sie ein paar Mistrades hatten; sondern beachten Sie stattdessen immer ein gutes Geldmanagement.“
Die strafrechtliche Grenze der Risikobereitschaft eines institutionellen Traders wird erreicht, wenn der Täter (Trader) „nur nach Art eines Spielers bewusst und entgegen den Regeln kaufmännischer Sorgfalt eine aufs äußerste gesteigerte Verlustgefahr auf sich nimmt, nur um eine höchst zweifelhafte Gewinnaussicht zu erlangen“.

## Publikationen
- Ann C. Logue: Daytrading für dummies, Wiley, Weinheim 2018, ISBN 978-3-527-71505-3.
- Roland Ullrich: Trading-Psychologie für dummies, Wiley, Weinheim 2021, ISBN 978-3-527-71716-3.
- Karin Roller: Trading für dummies, 3. Aufl., Wiley, Weinheim 2022, ISBN 978-3-527-71903-7.
- Mark Douglas: Tradingpsychologie. Denken und handeln wie ein professioneller Trader, Vahlen, München 2023, ISBN 978-3-8006-7187-8 (englisch: Trading in the Zone).
- Shigeru Fujimoto: Daytrading. Ratschläge des 87-jährigen Daytraders Shigeru, der allein ein Vermögen von 11 Mio. Euro aufgebaut hat – und immer noch jeden Tag handelt, Vahlen, München 2025, ISBN 978-3-8006-7777-1.